# This Is Hardcore
This Is Hardcore é o sexto álbum da banda inglesa Pulp, lançado pela primeira vez em março de 1998, três anos depois do inovador Different Class, e foi ansiosamente esperado. Em 2013, a NME classificou-o no número 166 em sua lista dos 500 Maiores Álbuns de Todos os Tempos.

## Gravação e lançamento
Assim como no álbum anterior da banda, Different Class, ele alcançou a primeira posição no UK Albums Chart, e foi bem recebido pela críticas, fazendo com que o Pulp recebesse sua terceira indicação ao Mercury Prize de 1998.
Um lançamento posterior no Reino Unido, no final de 1998, veio com um CD bônus ao vivo intitulado "This Is Glastonbury". Uma edição de luxo de This Is Hardcore foi lançada em 11 de setembro de 2006. Continha um segundo disco de lados B, demos e raridades.
A foto da capa foi feita por Peter Saville e pelo pintor americano John Currin, conhecido por suas pinturas figurativas de formas femininas exageradas. As imagens foram ainda manipuladas digitalmente por Howard Wakefield, que também foi o responsável pelo design do álbum. Currin também foi o diretor de arte do vídeo " Help the Aged ", baseado em sua pintura "The Never Ending Story". Cartazes publicitários mostrando a capa do álbum que foram colocados no sistema de metrô de Londres foram desfigurados por grafiteiros com slogans como "This Offends Women" (do inglês, "Isto ofende as mulheres")  e "This is Sexist"("Isto é sexista") ou "This is Demeaning"("Isto é humilhante").
O videoclipe da faixa-título foi dirigido por Doug Nichol e foi listado como o  número 47 dos melhores vídeos de todos os tempos pela NME .
O álbum teve vendas na primeira semana de pouco mais de 50.000 cópias, 62% menos do que as vendas da primeira semana de Different Class (que foi de 133.000 cópias).

## Recepção e legado
| Críticas profissionais | Críticas profissionais |
| Avaliações da crítica  | Avaliações da crítica  |
| Fonte                  | Avaliação              |
| ---------------------- | ---------------------- |
| AllMusic               | [ 9 ]                  |
| Chicago Tribune        | [ 10 ]                 |
| Entertainment Weekly   | A−                     |
| The Guardian           | [ 12 ]                 |
| Los Angeles Times      | [ 13 ]                 |
| NME                    | 7/10                   |
| Pitchfork              | 7.8/10                 |
| Q                      | [ 16 ]                 |
| Rolling Stone          | [ 17 ]                 |
| Spin                   | 8/10                   |

O álbum foi incluído no livro 1001 discos para ouvir antes de morrer. O álbum foi muito bem recebido nos Estados Unidos com o Chicago Tribune, o Los Angeles Times e o Pittsburgh Post-Gazette, todos premiando o álbum com três estrelas e meia de quatro. Em 2014, a revista norte-americana LGBT, Metro Weekly, colocou o álbum no número 46 em sua lista dos "50 melhores álbuns alternativos dos anos 90". Em 2017, a Pitchfork listou o álbum no número sete em sua lista dos "50 melhores álbuns do Britpop".

## Lista de músicas
Todas as letras escritas por Jarvis Cocker, todas as músicas compostas por Cocker, Nick Banks, Candida Doyle, Steve Mackey and Mark Webber, exceto onde indicado..
| N.º | Título | Música                                       | Duração |  |
| 1.  | "The Fear" |                                              | 5:35    |  |
| 2.  | "Dishes" |                                              | 3:30    |  |
| 3.  | "Party Hard" |                                              | 4:00    |  |
| 4.  | "Help the Aged" |                                              | 4:28    |  |
| 5.  | "This Is Hardcore" (incluí um sample de "Bolero on the Moon Rocks" escrito por Peter Thomas, gravado por The Peter Thomas Sound Orchestra) | Cocker Banks Doyle Mackey Webber Thomas      | 6:25    |  |
| 6.  | "TV Movie" |                                              | 3:25    |  |
| 7.  | "A Little Soul" |                                              | 3:19    |  |
| 8.  | "I'm a Man" |                                              | 4:59    |  |
| 9.  | "Seductive Barry" |                                              | 8:31    |  |
| 10. | "Sylvia" |                                              | 5:44    |  |
| 11. | "Glory Days" | Cocker Banks Doyle Mackey Webber Antony Genn | 4:55    |  |
| 12. | "The Day After the Revolution" (editado para 5:52 em faixa-bônus)                                                                          |                                              | 14:56   |  |

| LP Duplo bonus tracks |                                          |                                         |         |  |
| N.º                   | Título                                   | Compositor(es)                          | Duração |  |
| 13.                   | "Tomorrow Never Lies"                    |                                         | 4:53    |  |
| 14.                   | "Laughing Boy"                           |                                         | 3:50    |  |
| 15.                   | "The Professional"                       |                                         | 5:09    |  |
| 16.                   | "This Is Hardcore" (End of the Line mix) | Cocker Banks Doyle Mackey Webber Thomas | 3:02    |  |

| International CD bonus tracks |                                                                                                   |         |  |
| N.º                           | Título                                                                                            | Duração |  |
| 13.                           | "Like a Friend" (B-side de "A Little Soul", faixa bônus nas versões Norte-americanas e japonesas) | 4:32    |  |
| 14.                           | "Tomorrow Never Lies" (B-side de "Help the Aged", faixa bônus na versão japonesa)                 | 4:53    |  |

| This Is Glastonbury bonus disc |                                                                             |                                                 |         |  |
| N.º                            | Título                                                                      | Compositor(es)                                  | Duração |  |
| 1.                             | "The Fear"                                                                  |                                                 | 7:49    |  |
| 2.                             | "Live Bed Show"                                                             | Cocker Banks Doyle Mackey Russell Senior Webber | 4:33    |  |
| 3.                             | "TV Movie"                                                                  |                                                 | 3:55    |  |
| 4.                             | "A Little Soul"                                                             |                                                 | 4:36    |  |
| 5.                             | "Party Hard"                                                                |                                                 | 4:29    |  |
| 6.                             | "Help the Aged"                                                             |                                                 | 5:33    |  |
| 7.                             | "Seductive Barry"                                                           |                                                 | 9:57    |  |
| 8.                             | "This Is Hardcore" (Faixa bônus na versão japonesa)                         | Cocker Banks Doyle Mackey Webber Thomas         | 7:16    |  |
| 9.                             | "Glory People: Glory Days / Common People" (Faixa bônus na versão japonesa) | Cocker Banks Doyle Mackey Senior Webber Genn    | 11:13   |  |

| 2006 Deluxe edition bonus disc |                                            |                              |         |  |
| N.º                            | Título                                     | Origem                       | Duração |  |
| 1.                             | "Cocaine Socialism"                        | Não disponível anteriormente | 5:14    |  |
| 2.                             | "It's a Dirty World" (sobra de gravação)   | Não disponível anteriormente | 5:13    |  |
| 3.                             | "Like a Friend"                            | "A Little Soul" single       | 4:32    |  |
| 4.                             | "The Professional"                         | "This Is Hardcore" single    | 5:09    |  |
| 5.                             | "Ladies' Man"                              | "This Is Hardcore" single    | 4:44    |  |
| 6.                             | "Laughing Boy"                             | "Help the Aged" single       | 3:50    |  |
| 7.                             | "We Are the Boyz"                          | "Party Hard" single          | 3:15    |  |
| 8.                             | "Tomorrow Never Dies" (rough mix)          | Não disponível anteriormente | 4:53    |  |
| 9.                             | "Can I Have My Balls Back, Please?" (demo) | Não disponível anteriormente | 4:16    |  |
| 10.                            | "Modern Marriage" (demo)                   | Não disponível anteriormente | 4:54    |  |
| 11.                            | "My Erection" (demo)                       | Não disponível anteriormente | 4:22    |  |
| 12.                            | "You Are the One" (demo)                   | Não disponível anteriormente | 4:28    |  |
| 13.                            | "Street Operator" (demo)                   | Não disponível anteriormente | 3:52    |  |
| 14.                            | "This Is Hardcore" (End of the Line mix)   | "This Is Hardcore" single    | 2:06    |  |

## Créditos
| Pulp - Jarvis Cocker - Nick Banks - Candida Doyle - Steve Mackey - Mark Webber Produção - Chris Thomas – produção - Pete Lewis – engenharia de som - Lorraine Francis – engenheira assistente - Jay Reynolds – engenheiro assistente - Olle Romo – programação - Matthew Vaughan – programação - Magnus Fiennes – programação - Mark Haley – programação - Anne Dudley – arranjo de cordas (2, 5, 7, 9) - Pulp – arranjo de cordas (2, 5, 7, 9) - Nicholas Dodd – orquestração (5, 9) | Músicos adicionais - Anne Dudley – piano (5, 7, 11) - Chris Thomas – piano (5) - Neneh Cherry – vocais (9) - Mandy Bell – backing vocals (1, 9) - Carol Kenyon – backing vocals (1, 9) - Jackie Rawe – backing vocals (1, 9) Artwork - John Currin – direção - Peter Saville – direção - Horst Diekgerdes – fotografia - Howard Wakefield – design - Paul Hetherington – design |

## Tabelas musicais
| Tabela (1998)                         | Melhor posição |
| ------------------------------------- | -------------- |
| Austrália (ARIA)                      | 15             |
| Áustria (Ö3 Austria Top 40)           | 20             |
| Bélgica (Ultratop Valônia)            | 44             |
| Países Baixos (Dutch Charts)          | 56             |
| Finlândia (Suomen virallinen lista)   | 15             |
| França (SNEP)                         | 9              |
| Alemanha (Offizielle Deutsche Charts) | 20             |
| Nova Zelândia (RMNZ)                  | 12             |
| Noruega (VG-lista)                    | 10             |
| Suécia (Sverigetopplistan)            | 14             |
| Suíça (Schweizer Hitparade)           | 31             |
| Reino Unido (UK Albums Chart)         | 1              |
| Estados Unidos (Billboard 200)        | 114            |

A partir de 2008, as vendas nos Estados Unidos ultrapassaram 86.000 cópias, de acordo com a Nielsen SoundScan.